# 포항MBC TV
포항MBC TV는 대한민국 포항문화방송에서 운영하는 종합 텔레비전 방송 채널이다.

## DMB 방송
2008년 1월 31일부터 DMB 방송국 myMBC 경북권이 개국함으로써 DMB에서도 포항 MBC TV를 볼 수 있게 되었다.